# États-Unis aux Jeux olympiques d'hiver de 1952
Cet article contient des informations sur la participation et les résultats des États-Unis aux Jeux olympiques d'hiver de 1952, qui ont eu lieu à Oslo en Norvège. 

## Médaillés
| Médaille | Nom                                                          | Sport               | Épreuve             |
| -------- | ------------------------------------------------------------ | ------------------- | ------------------- |
| Or       | Andrea Mead-Lawrence                                         | Ski alpin           | Slalom géant femmes |
| Or       | Andrea Mead-Lawrence                                         | Ski alpin           | Slalom femmes       |
| Or       | Dick Button                                                  | Patinage artistique | Hommes              |
| Or       | Ken Henry                                                    | Patinage de vitesse | 500 mètres hommes   |
| Argent   | Stanley Benham Patrick Martin                                | Bobsleigh           | Bob à deux          |
| Argent   | James Atkinson Stanley Benham Howard Crossett Patrick Martin | Bobsleigh           | Bob à quatre        |
| Argent   | Tenley Albright                                              | Patinage artistique | Femmes              |
| Argent   | Karol Kennedy Peter Kennedy                                  | Patinage artistique | Couples             |
| Argent   | Équipe des États-Unis de hockey sur glace                    | Hockey sur glace    | Tournoi hommes      |
| Argent   | Don McDermott                                                | Patinage de vitesse | 500 mètres          |
| Bronze   | James Grogan                                                 | Patinage artistique | Hommes              |

## Résultats

### Ski alpin
| Athlète          | Épreuve      | Course 1     | Course 1 | Course 2     | Course 2     | Total        | Total        |
| Athlète          | Épreuve      | Temps        | Rang     | Temps        | Rang         | Temps        | Rang         |
| ---------------- | ------------ | ------------ | -------- | ------------ | ------------ | ------------ | ------------ |
| Brooks Dodge     | Descente     |              |          |              |              | 2 min 52 s 2 | 32           |
| Jack Reddish     | Descente     |              |          |              |              | 2 min 41s 5  | 14           |
| Dick Buek        | Descente     |              |          |              |              | 2 min 39 s 1 | 12           |
| Bill Beck        | Descente     |              |          |              |              | 2 min 33 s 3 | 5            |
| David Lawrence   | Slalom géant |              |          |              |              | 2 min 48 s 6 | 35           |
| Jack Nagel       | Slalom géant |              |          |              |              | 2 min 42 s 0 | 29           |
| Jack Reddish     | Slalom géant |              |          |              |              | 2 min 39 s 5 | 24           |
| Brooks Dodge     | Slalom géant |              |          |              |              | 2 min 32 s 6 | 6            |
| Jack Nagel       | Slalom       | 1 min 07 s 3 | 35       | Non qualifié | Non qualifié | Non qualifié | Non qualifié |
| Darrell Robinson | Slalom       | 1 min 05 s 1 | 25 Q     | 1 min 05 s 1 | 18           | 2 min 10 s 2 | 22           |
| Jack Reddish     | Slalom       | 1 min 02 s 5 | 13 Q     | 1 min 06 s 5 | 23           | 2 min 09 s 0 | 17           |
| Brooks Dodge     | Slalom       | 1 min 01 s 4 | 8 Q      | 1 min 03 s 3 | 11           | 2 min 04 s 7 | 9            |

| Athlète              | Épreuve      | Course 1     | Course 1 | Course 2     | Course 2 | Total            | Total         |
| Athlète              | Épreuve      | Temps        | Rang     | Temps        | Rang     | Temps            | Rang          |
| -------------------- | ------------ | ------------ | -------- | ------------ | -------- | ---------------- | ------------- |
| Jannette Burr        | Descente     |              |          |              |          | N'a pas terminée | –             |
| Katy Rodolph         | Descente     |              |          |              |          | 1 min 57 s 4     | 23            |
| Betty Weir           | Descente     |              |          |              |          | 1 min 55 s 7     | 19            |
| Andrea Mead-Lawrence | Descente     |              |          |              |          | 1 min 55 s 3     | 17            |
| Sandra Borg          | Descente     |              |          |              |          | –                | –             |
| Jannette Burr        | Slalom géant |              |          |              |          | 2 min 19 s 2     | 22            |
| Imogene Opton        | Slalom géant |              |          |              |          | 2 min 15 s 8     | 15            |
| Katy Rodolph         | Slalom géant |              |          |              |          | 2 min 11 s 7     | 5             |
| Andrea Mead-Lawrence | Slalom géant |              |          |              |          | 2 min 06 s 8     | Médaille d'or |
| Katy Rodolph         | Slalom       | 1 min 17 s 6 | 31       | 1 min 06 s 4 | 4        | 2 min 24 s 0     | 21            |
| Jannette Burr        | Slalom       | 1 min 11 s 2 | 19       | 1 min 09 s 3 | 15       | 2 min 20 s 5     | 15            |
| Imogene Opton        | Slalom       | 1 min 07 s 4 | 5        | 1 min 06 s 7 | 5        | 2 min 14 s 1     | 5             |
| Andrea Mead-Lawrence | Slalom       | 1 min 07 s 2 | 4        | 1 min 03 s 4 | 1        | 2 min 10 s 6     | Médaille d'or |

### Bobsleigh
| Traîneau | Athlètes                         | Épreuve    | Manche 1      | Manche 1 | Manche 2      | Manche 2 | Manche 3      | Manche 3 | Manche 4      | Manche 4 | Total         | Total             |
| Traîneau | Athlètes                         | Épreuve    | Temps         | Rang     | Temps         | Rang     | Temps         | Rang     | Temps         | Rang     | Temps         | Rang              |
| -------- | -------------------------------- | ---------- | ------------- | -------- | ------------- | -------- | ------------- | -------- | ------------- | -------- | ------------- | ----------------- |
| USA-1    | Stanley Benham Patrick Martin    | Bob à deux | 1 min 22 s 03 | 2        | 1 min 22 s 12 | 2        | 1 min 21 s 21 | 2        | 1 min 21 s 53 | 3        | 5 min 26 s 89 | Médaille d'argent |
| USA-2    | Frederick Fortune John L. Helmer | Bob à deux | 1 min 23 s 46 | 7        | 1 min 24 s 48 | 8        | 1 min 23 s 15 | 7        | 1 min 22 s 73 | 5        | 5 min 33 s 82 | 7                 |

| Traîneau | Athlètes                                                      | Épreuve      | Manche 1      | Manche 1 | Manche 2      | Manche 2 | Manche 3      | Manche 3 | Manche 4      | Manche 4 | Total         | Total             |
| Traîneau | Athlètes                                                      | Épreuve      | Temps         | Rang     | Temps         | Rang     | Temps         | Rang     | Temps         | Rang     | Temps         | Rang              |
| -------- | ------------------------------------------------------------- | ------------ | ------------- | -------- | ------------- | -------- | ------------- | -------- | ------------- | -------- | ------------- | ----------------- |
| USA-1    | Stanley Benham Patrick Martin Howard Crossett James Atkinson  | Bob à quatre | 1 min 17 s 44 | 2        | 1 min 17 s 78 | 2        | 1 min 16 s 72 | 2        | 1 min 18 s 54 | 4        | 5 min 10 s 48 | Médaille d'argent |
| USA-2    | James Bickford Hubert Miller Maurice R. Severino Joseph Scott | Bob à quatre | 1 min 19 s 13 | 8        | 1 min 19 s 97 | 11       | 1 min 19 s 49 | 11       | 1 min 21s 09  | 11       | 5 min 19 s 68 | 9                 |

### Ski de fond
| Épreuve | Athlète             | Course        | Course |
| Épreuve | Athlète             | Temps         | Rang   |
| ------- | ------------------- | ------------- | ------ |
| 18 km   | John Caldwell       | 1 h 25 min42  | 73     |
| 18 km   | Robert Pidacks      | 1 h 18 min 25 | 72     |
| 18 km   | George Hovland      | 1 h 18 min 05 | 71     |
| 18 km   | John Burton         | 1 h 16 min 47 | 67     |
| 18 km   | Tom Jacobs          | 1 h 16 min 43 | 66     |
| 18 km   | Wendell Broomhall   | 1 h 14 min 06 | 57     |
| 18 km   | Theodore A. Farwell | 1 h 11 min 54 | 43     |

| Athlètes                                                            | Course        | Course |
| Athlètes                                                            | Temps         | Rang   |
| ------------------------------------------------------------------- | ------------- | ------ |
| George Hovland John C. Burton Theodore A. Farwell Wendell Broomhall | 2 h 53 min 28 | 12     |

### Patinage artistique
| Athlète            | Figures imposées | Libre | Points  | Places | Rang               |
| ------------------ | ---------------- | ----- | ------- | ------ | ------------------ |
| Hayes Alan Jenkins | 5                | 3     | 174,589 | 40     | 4                  |
| James Grogan       | 3                | 2     | 180,822 | 24     | Médaille de bronze |
| Dick Button        | 1                | 1     | 192,256 | 9      | Médaille d'or      |

| Athlète         | Figures imposées | Libre | Points  | Places | Rang              |
| --------------- | ---------------- | ----- | ------- | ------ | ----------------- |
| Virginia Baxter | 8                | 1     | 152,211 | 50     | 5                 |
| Sonya Klopfer   | 3                | 5     | 154,633 | 33     | 4                 |
| Tenley Albright | 2                | 3     | 159,133 | 22     | Médaille d'argent |

| Athlètes                         | Points | Places | Rang              |
| -------------------------------- | ------ | ------ | ----------------- |
| Janet Gerhauser John Nightingale | 10,289 | 54     | 6                 |
| Karol Kennedy Peter Kennedy      | 11,178 | 17,5   | Médaille d'argent |

### Hockey sur glace
Le tournoi a lieu dans un format de round-robin avec neuf équipes participantes.
| \| Équipe \| Joués \| Gagnés \| Perdus \| Nuls \| Buts pour \| Buts contre \| Pts \| \| -------------------- \| ----- \| ------ \| ------ \| ---- \| --------- \| ----------- \| --- \| \| Canada \| 8 \| 7 \| 0 \| 1 \| 71 \| 14 \| 15 \| \| États-Unis \| 8 \| 6 \| 1 \| 1 \| 43 \| 21 \| 13 \| \| Suède \| 9 \| 7 \| 2 \| 0 \| 53 \| 22 \| 14 \| \| Tchécoslovaquie \| 9 \| 6 \| 3 \| 0 \| 50 \| 23 \| 12 \| \| Suisse \| 8 \| 4 \| 4 \| 0 \| 40 \| 40 \| 8 \| \| Pologne \| 8 \| 2 \| 5 \| 1 \| 21 \| 56 \| 5 \| \| Finlande \| 8 \| 2 \| 6 \| 0 \| 21 \| 60 \| 4 \| \| Allemagne de l'Ouest \| 8 \| 1 \| 6 \| 1 \| 21 \| 53 \| 3 \| \| Norvège \| 8 \| 0 \| 8 \| 0 \| 15 \| 46 \| 0 \| | - Norvège 2-3 USA - USA 8-2 Allemagne - USA 8-2 Finlande - USA 8-2 Suisse - Suède 4-2 USA - USA 5-3 Pologne - USA 6-3 Tchécoslovaquie - Canada 3-3 USA |        |        |      |           |             |     |
| Équipe | Joués | Gagnés | Perdus | Nuls | Buts pour | Buts contre | Pts |
| Canada | 8 | 7      | 0      | 1    | 71        | 14          | 15  |
| États-Unis | 8 | 6      | 1      | 1    | 43        | 21          | 13  |
| Suède | 9 | 7      | 2      | 0    | 53        | 22          | 14  |
| Tchécoslovaquie | 9 | 6      | 3      | 0    | 50        | 23          | 12  |
| Suisse | 8 | 4      | 4      | 0    | 40        | 40          | 8   |
| Pologne | 8 | 2      | 5      | 1    | 21        | 56          | 5   |
| Finlande | 8 | 2      | 6      | 0    | 21        | 60          | 4   |
| Allemagne de l'Ouest | 8 | 1      | 6      | 1    | 21        | 53          | 3   |
| Norvège | 8 | 0      | 8      | 0    | 15        | 46          | 0   |

Joueurs : Alfred Van Allen, André Gambucci, Arnold Oss, Clifford Harrison, Donald Whiston, Gerald Kilmartin, James Sedin, John Mulhern, John Noah, Joseph Czarnota, Kenneth Yackel, Leonard Ceglarski, Richard Desmond, Robert Rompre, Ruben Bjorkman

### Combiné nordique
Épreuves :
- ski de fond pendant 18 km
- saut à ski sur tremplin normal

La partie du ski de fond de l'épreuve est combinée avec l'épreuve principale, cela signifie donc que les athlètes participent ici aux deux disciplines en même temps. Les détails peuvent être retrouvés dans la section ski de fond de cet article. 
L'épreuve de saut à ski (tremplin normal) a lieu séparément de l'épreuve principale de saut à ski, les résultats peuvent être retrouvés dans le tableau ci-dessous (les athlètes sont autorisés à faire trois sauts, les deux meilleurs sauts sont comptabilisés et sont montrés ici).
| Athlète          | Épreuve    | Ski de fond     | Ski de fond | Saut à ski | Saut à ski | Saut à ski | Saut à ski | Total           | Total |
| Athlète          | Épreuve    | Points          | Rang        | Distance 1 | Distance 2 | Points     | Rang       | Points          | Rang  |
| ---------------- | ---------- | --------------- | ----------- | ---------- | ---------- | ---------- | ---------- | --------------- | ----- |
| Paul Wegeman     | Individuel | N'a pas terminé | –           | 58,5 m     | 58,5 m     | 187,0      | 19         | N'a pas terminé | –     |
| John Caldwell    | Individuel | 155,273         | 22          | 57,5 m     | 58,0 m     | 146,5      | 25         | 301,773         | 22    |
| Tom Jacobs       | Individuel | 187,939         | 19          | 57,0 m     | 56,0 m     | 179,5      | 21         | 367,439         | 21    |
| Theodore Farwell | Individuel | 205,454         | 13          | 60,0 m     | 60,0 m     | 196,0      | 13         | 401,454         | 11    |

### Saut à ski
| Athlète       | Épreuve         | Saut 1   | Saut 1 | Saut 1 | Saut 2   | Saut 2 | Saut 2 | Total  | Total |
| Athlète       | Épreuve         | Distance | Points | Rang   | Distance | Points | Rang   | Points | Rang  |
| ------------- | --------------- | -------- | ------ | ------ | -------- | ------ | ------ | ------ | ----- |
| Willis Olson  | Tremplin normal | 62,5 m   | 100,5  | 18     | 62,0 m   | 93,0   | 31     | 193,5  | 22    |
| Art Tokle     | Tremplin normal | 62,5 m   | 100,5  | 18     | 63,0 m   | 99,0   | 20     | 199,5  | 18    |
| Keith Wegeman | Tremplin normal | 62,5 m   | 102,0  | 16     | 61,5 m   | 102,5  | 11     | 204,5  | 12    |
| Art Devlin    | Tremplin normal | 63,5 m   | 104,0  | 13     | 60,5 m   | 97,5   | 23     | 201,5  | 15    |

### Patinage de vitesse
| Épreuve  | Athlète          | Course          | Course            |
| Épreuve  | Athlète          | Temps           | Rang              |
| -------- | ---------------- | --------------- | ----------------- |
| 500 m    | Bobby Fitzgerald | 44 s 9          | 15                |
| 500 m    | Johnny Werket    | 44 s 5          | 11                |
| 500 m    | Don McDermott    | 43 s 9          | Médaille d'argent |
| 500 m    | Ken Henry        | 43 s 2          | Médaille d'or     |
| 1 500 m  | Pat McNamara     | 2 min 25 s 5    | 18                |
| 1 500 m  | Ken Henry        | 2 min 25 s 0    | 17                |
| 1 500 m  | Johnny Werket    | 2 min 24 s 3    | 12                |
| 5 000 m  | Al Broadhurst    | 9 min 09 s 2    | 34                |
| 5 000 m  | Chuck Burke      | 9 min 06 s 4    | 33                |
| 5 000 m  | Ken Henry        | 8 min 59 s 9    | 29                |
| 5 000 m  | Pat McNamara     | 8 min 53 s 4    | 24                |
| 10 000 m | Johnny Werket    | N'a pas terminé | –                 |
| 10 000 m | Chuck Burke      | 19 min 07 s 1   | 27                |
| 10 000 m | Al Broadhurst    | 18 min 44 s 2   | 25                |
| 10 000 m | Pat McNamara     | 18 min 08 s 7   | 16                |